# Campaña política

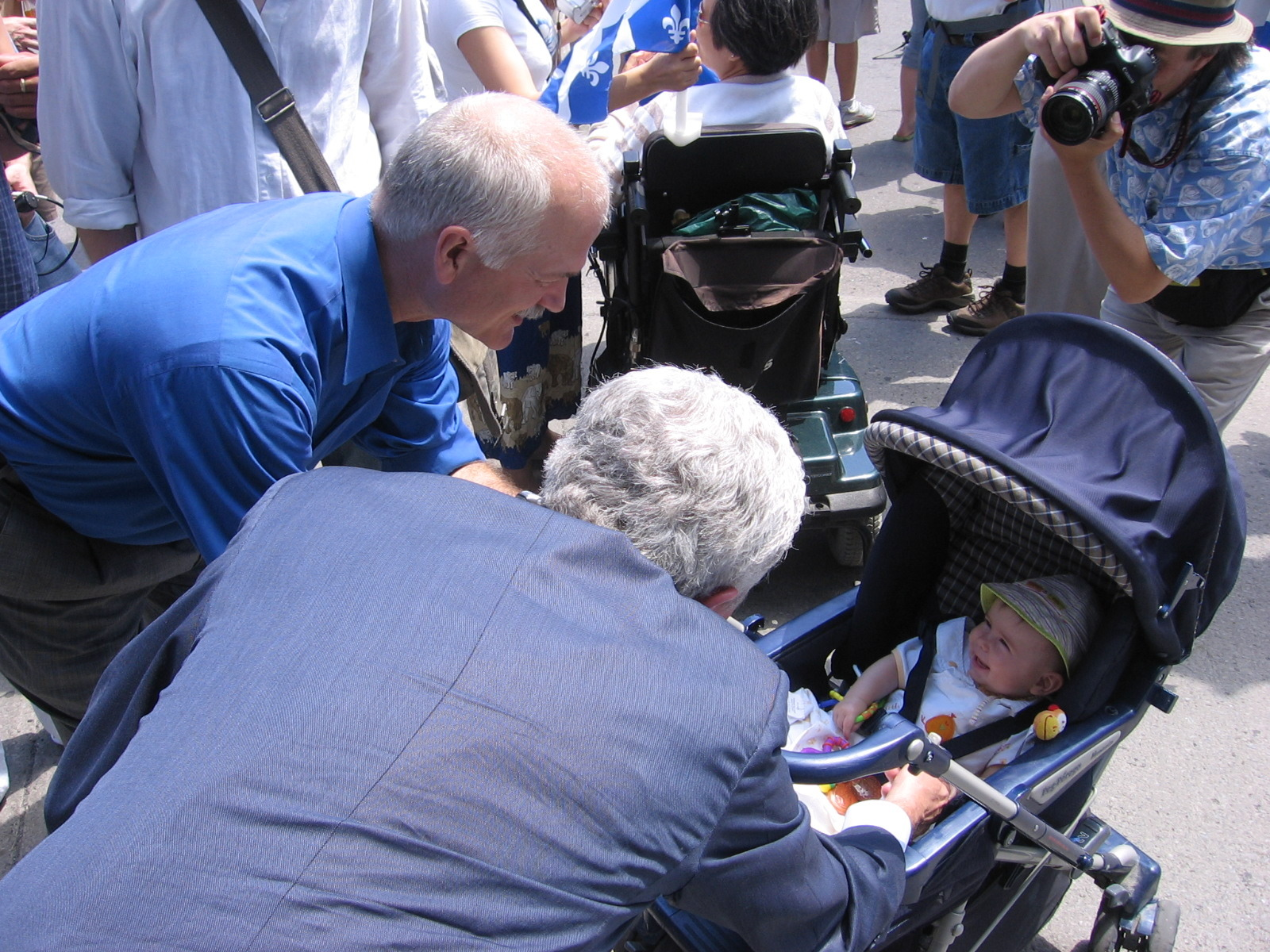
Dos políticos canadienses
saludando a un bebé durante una campaña política en 2006

Una campaña política o campaña electoral es un esfuerzo organizado llevado a cabo para influir en la decisión de un proceso en un grupo. En las democracias las campañas a menudo se refieren a las campañas electorales donde representantes son escogidos o se decide un referéndum. Una campaña política también incluye esfuerzos para alterar la política o ideología de cualquier institución.
Las campañas electorales pueden consistir en la presentación de ideales, obras o conferencias de prensa. Generalmente las ideas y otros fundamentos políticos orales pueden haber sido ya constatadas en la presentación de listas, y pueden ser producto independiente de la lista o una reinvención de una gestión anterior de la alianza a presentarse.

## Historia
La política tiene una gran historia como la humanidad, y no está limitada a instituciones democráticas o gubernamentales. Algunos ejemplos de campañas políticas son: el esfuerzo para ejecutar o desterrar de Atenas a Sócrates en el siglo V a. C., el levantamiento de la nobleza contra Juan I de Inglaterra en el siglo XIII, o la puja para desbancar a Michael Eisner de la dirección de la Walt Disney Company.
Se considera la primera campaña política moderna a la que llevó a cabo el primer ministro británico William Gladstone, entre 1876 y los años 1880. Esta campaña (conocida como la Campaña de Midlothian, por la ciudad escocesa) consistió en una serie de discursos, algunos de más de cinco horas, sobre la política exterior británica en relación con las atrocidades que cometía el Imperio otomano contra los búlgaros. En esta época, los candidatos empezaron a utilizar técnicas de marketing político para promocionarse, como la producción de pancartas, botones, banderas y folletos que incluían sus lemas y plataformas políticas. También comenzaron a utilizar la prensa escrita y los discursos públicos para llegar a un público más amplio.

## Componentes
La campaña se compone principalmente de tres elementos: mensaje, dinero y activismo. La combinación estratégica de estos componentes resulta en muchos casos en el éxito de la campaña.

### Mensaje

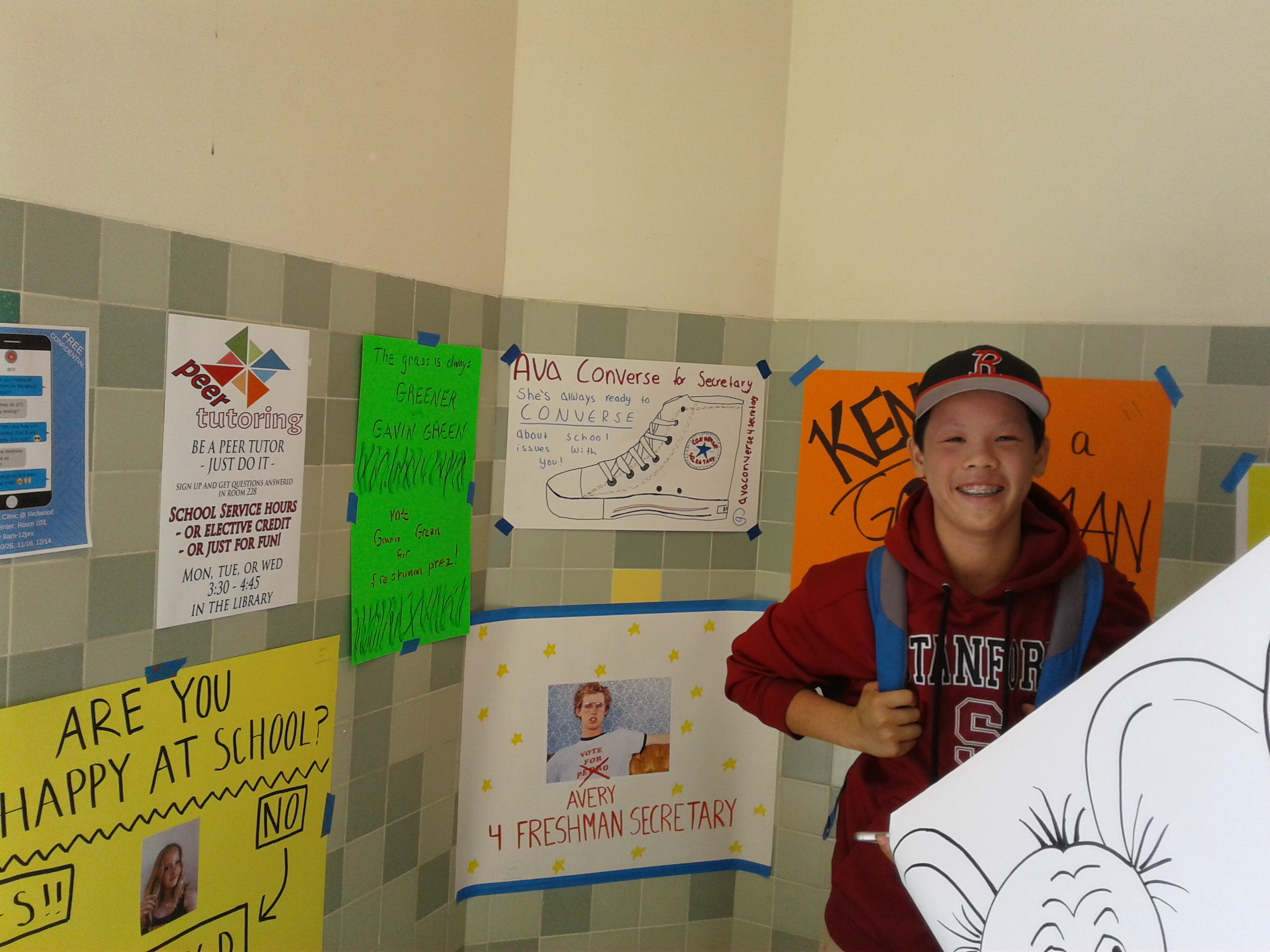
Pósteres de campaña del consejo estudiantil en una escuela

El mensaje de la campaña contiene las ideas que el candidato quiere compartir con los votantes con el fin de captar a los que apoyan dichas ideas. Por lo general, consta de varias ideas clave sobre asuntos políticos. Estas ideas clave resumen las ideas principales de la campaña y se repiten con frecuencia para generar una impresión duradera en los votantes. La mayoría de las campañas prefieren un mensaje amplio para atraer a la mayor cantidad posible de votantes.
En una campaña moderna, el mensaje debe ser cuidadosamente creado antes de ser propagado. Las mayores campañas gastarán grandes cantidades en focus groups o encuestas de opinión, para saber cuál es el mensaje que se necesita para llegar a la mayoría de votantes en el día de la elección.

### Dinero
Entre las técnicas para recaudar fondos se incluyen reuniones entre el candidato y grandes donantes en potencia, solicitud directa por correo a pequeños donantes y el “cortejo” de grupos interesados que podrían terminar donando millones.

### Activismo
Por último, el activismo, está representado por el capital humano, la infantería leal a la causa, los verdaderos creyentes que llevarán el mensaje voluntariamente. Generalmente las campañas tienen un dirigente encargado de tomar decisiones tácticas y estratégicas para hacer de esta fuerza humana una herramienta altamente beneficiosa. En épocas muy recientes el uso de las nuevas herramientas digitales en el activismo político ha demostrado gran potencial, haciendo que comience a hablarse de la Ciberpolítica, como una posibilidad cada vez más cercana.

## Propaganda

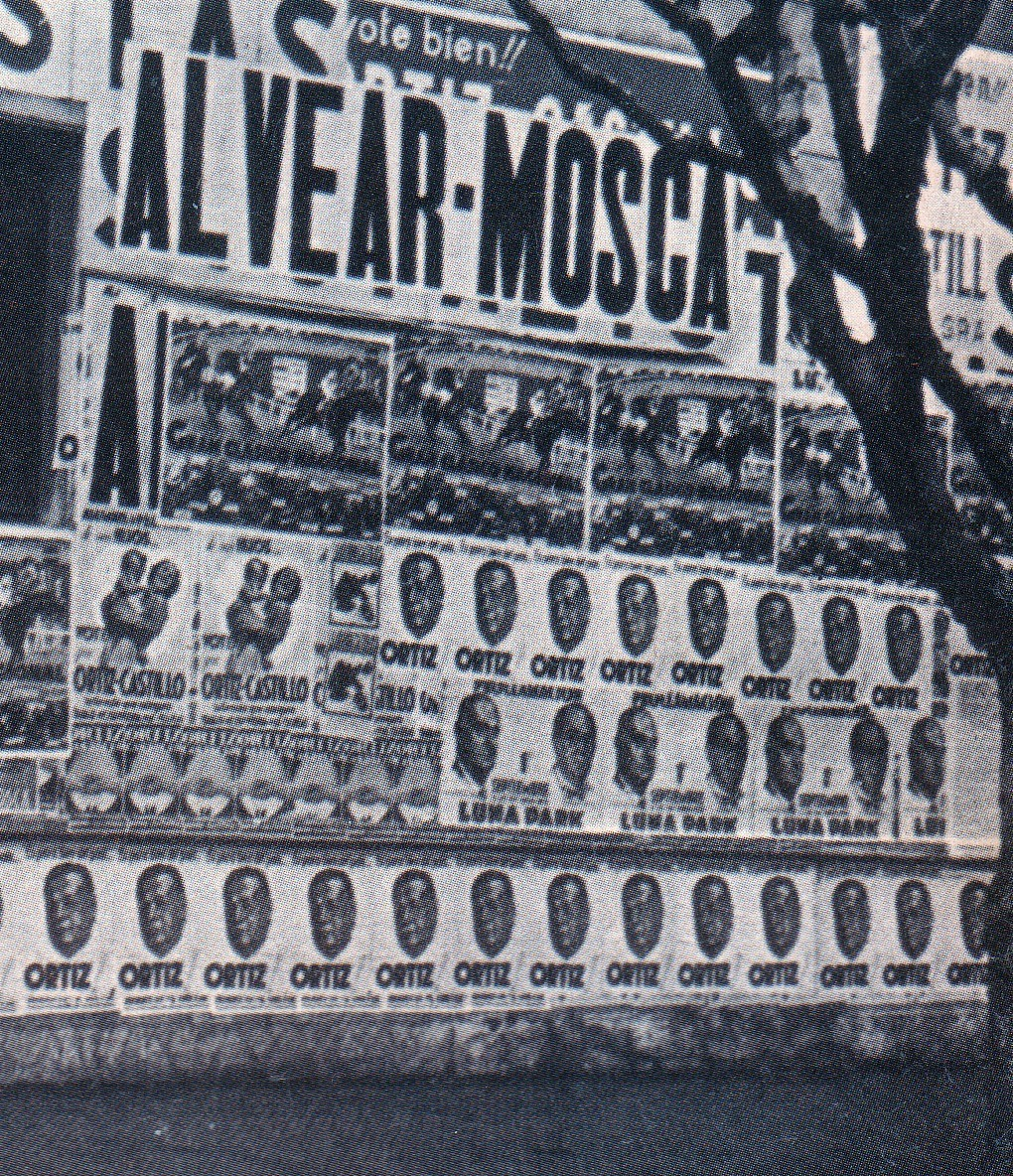
Los carteles propagandísticos son un clásico de la democracia moderna. En este caso, afiches de la campaña electoral argentina de 1937.

El equipo de campaña puede consistir en un individuo inspirado o en un grupo de experimentados profesionales, debe pensar cómo comunicar el mensaje, recaudar fondos y reclutar voluntarios. La propaganda suele estar limitada por la ley, los recursos disponibles y a menudo, de la imaginación de los responsables.
Entre las técnicas de propagación más comunes se encuentran:
- El uso de los medios públicos de comunicación, mediante la franja electoral.
- Los medios de comunicación pagados: diarios, televisión, radio, vía pública y, cada vez más, Internet.
- Organizar protestas, maratones, disertaciones o cualquier tipo de evento.
- Escribir directamente a miembros del público.
- Recorrer centros urbanos, generalmente pequeños, durante un corto periodo de tiempo. Esto se conoce en los países de habla inglesa como Whistle stop train tour, ya que comúnmente (alrededor del siglo XIX, cuando el tren se expansionaba y era un símbolo de progreso) esta técnica se daba en un recorrido en tren por pequeñas estaciones donde se daba un discurso. Actualmente el término derivó a cualquier visita con este objetivo.
- Destacar los puntos negativos o débiles de la competencia (campaña negativa).
- Distribución de folletos u otros medios similares.
- Apariciones públicas y campañas puerta a puerta, en las que se suelen dar gestos de unión con el pueblo.

El ex primer ministro polaco Mateusz Morawiecki se hace un selfi con el candidato presidencial rumano George Simion. La presencia online es un elemento fundamental de las campañas políticas modernas.

Actualmente, la gran introducción y recibimiento que ha tenido la tecnología en el día a día de los ciudadanos, instituciones y sistemas dentro de una población también ha influido sobre la reestructuración de las campañas políticas. La cantidad de información disponible para la población dentro del ambiente hipermediático actual es prácticamente inagotable y por lo mismo imposible de consumir en su totalidad. Por lo tanto, al momento de realizar la campaña electoral o durante la difusión del mensaje político, es necesario tomar en cuenta la complejidad y estructura del mensaje para evitar que la cascada de información llegue a confundir a los ciudadanos y, por el contrario, ayude a dar sentido a las contrastadas y diversas propuestas políticas encaminadas a las demandas específicas de la población.